# Saxonia (Studentenverbindung)
Saxonia ist der Name folgender Studentenverbindungen.

## Liste

### Burschenbund und Burschenschaft
- Burschenbund Prusso-Saxonia Dresden (BC)
- Burschenbund Saxonia Heidelberg (BC)
- Burschenschaft Saxonia zu Hildesheim
- Burschenschaft Saxonia Prag ("Rote Sachsen") (BC)

### Corps
- Corps Saxonia Bonn
- Corps Saxonia Göttingen
- Corps Saxonia Greifswald
- Corps Saxonia Halle
- Corps Saxonia Jena
- Corps Saxonia Kiel
- Corps Saxonia Konstanz
- Corps Saxonia Leipzig
- Corps Saxonia Wien

- Corps Saxonia Hannover
- Corps Saxonia Karlsruhe
- Corps Saxonia-Berlin

### Christliche Verbindungen
- VKDSt Saxonia Münster
- KDStV Borusso-Saxonia Berlin
- KDStV Rheno-Saxonia (Köthen) Halle

- KStV Saxonia München
- KStV Rheno-Saxonia München

### Turn- und Sportvereine
- ATV Saxonia Braunschweig
- ASV Saxonia Leonis Braunschweig

### Turnerschaft
- Turnerschaft Philippina-Saxonia Marburg
- Turnerschaft Hasso-Saxonia Kaiserslautern (CC)

### Sonstige
- Landsmannschaft Saxonia Stuttgart (CC)
- BdSt Saxonia Prag zu Nürnberg (in Prag: "Schwarze Sachsen"; Waidhofener Verband)
- Technische Verbindung Saxonia Hagen
- Verbindung Saxonia Tübingen (MR)